# 常庄镇 (唐山市)
常庄镇，是中华人民共和国河北省唐山市丰润区下辖的一个乡镇级行政单位。
2012年，河北省民政厅批复同意撤销常庄乡，设立常庄镇，镇政府驻地不变。

## 行政区划
常庄镇下辖以下地区：
常庄一村、常庄二村、常庄三村、金川院村、花园村、新房子村、张家洼村、崔马庄一村、崔马庄二村、崔马庄三村、大杨庄村、门赵庄村、金庄村、甸家洼村、南王官营村、东黄各庄村和指务村。